# NK Slaven Belupo
NK Slaven Belupo este o echipă de fotbal din Koprivnica, Croația. Echipa susține meciurile de acasă pe Gradski Stadion cu o capacitate de 5.000 de locuri.